# Эриванский уезд
Эрива́нский уезд — административная единица в составе Грузино-Имеретинской (1840-1846), Тифлисской (1846-1849), Эриванской (1849-1918) губерний Российской империи, Эриванской губернии Первой Армянской республики (1918-1920), ССР Армении (1920-1929)  . Центр — город Эривань.

## География
С 1859 по 1918 годы Эриванский уезд располагался в средне-южной части Эриванской губернии и граничил на юго-западе с Персией. По рельефу уезд был разделён на северо-восточную — возвышенную и юго-западную — низменную части. Низменная часть уезда это равнинное пространство, расположенное по долине реки Аракс. Низшая точка равнины на границе с Шаруро-Даралагезским уездом (после 1874 года) на высоте 2667 футов над уровнем моря, высшая — около города Эривань на высоте около 3200 футов. Возвышенная часть уезда — обширное вулканическое нагорье, прилегающее в северо-восточной части к Агманганскому (Гегамскому) хребту, состоящему из ряда таких потухших вулканов, как Агманган (Аждаак) (~11900 футов) и Большой Ах-Даг (Спитакасар) (~11710 футов), ограничивающих Гокчинскую (Севанскую) котловину с юго-запада и постепенно понижающееся к юго-западу по направлению к Араксу и Эривани. Гористая часть уезда прорезана ущельями Гарни-чая (Азата), Веди-чая (Веди) и других небольших речек и ручьев.

## История
Уезд образован в 1840 году в составе Грузино-Имеретинской губернии на территории бывшей Эриванской провинции Армянской области. В 1846 году вошёл в состав вновь образованной Тифлисской губернии, в 1849 году на части территории Эриванского уезда был образован Новобаязетский уезд, и оба уезда (вместе с еще 3-мя уездами Тифлисской губернии) вошли в состав новообразованной Эриванской губернии. В 1859 году на части территории уезда образовался Эчмиадзинский уезд. В 1870 году Шарурский участок был отделен от Эриванского уезда и отнесен к Нахичеванскому, в свою очередь Эриванскому уезду была передана небольшая по площади часть территорий Эчмиадзинского и Новобаязетского уездов.
Как сообщает газета «Кавказ» за 1846 год, в уезде, близ армянского монастыря Св. Якова, существует источник, с которым связано следующее поверие: если человек безукоризненной нравственности наберет воду в источнике, и выльет ее на поле пораженное саранчой, то в след за этим появится птица обитающая на источнике близ монастыря, которая в свою очередь уничтожит всю саранчу.
В период с 1918 по 1929 годы границы уезда неоднократно менялись. В 1918 году уезд вошел в состав Первой Армянской республики, в 1920 году - в состав ССР Армения. В 1929 году уезд был упразднён.

## Население

#### Национальный состав в XIX веке
К концу XIX века в уезде, согласно ЭСБЕ, проживало 127 072 чел., в уездном городе Эривани — 29 033 чел
По данным первой всеобщей переписи населения Российской империи 1897 г. в уезде проживало 150 879 чел., в уездном городе Эривани — 29 006 чел.
| Год    | Население всего, чел. | Армяне           | Татары (азербайджанцы) | Курды и езиды  | Великорусы (русские), малорусы (украинцы), белорусы | Айсоры (ассирийцы) | Евреи        | Поляки       | Грузины     | Немцы       | Персы       | Литовцы     | Греки       | Итальянцы   | Мордовы     | Турки       | Остальные    |
| ------ | --------------------- | ---------------- | ---------------------- | -------------- | --------------------------------------------------- | ------------------ | ------------ | ------------ | ----------- | ----------- | ----------- | ----------- | ----------- | ----------- | ----------- | ----------- | ------------ |
| 1890-е | 127 072               | 47 017 (37,0 %)  | 67 984 (53,5 %)        | 10 166 (8,0 %) | 635 (0,5 %)                                         | 1 271 (1 %)        | ---          | ---          | ---         | ---         | ---         | ---         | ---         | ---         | ---         | ---         | ---          |
| 1897   | 150 879               | 58 148 (38,54 %) | 77 491 (51,36 %)       | 8 195 (5,43 %) | 3 713 (2,46 %)                                      | 2 288 (1,52 %)     | 326 (0,22 %) | 196 (0,13 %) | 152 (0,1 %) | 80 (0,05 %) | 76 (0,05 %) | 59 (0,04 %) | 32 (0,01 %) | 3 (<0,01 %) | 1 (<0,01 %) | 1 (<0,01 %) | 118 (0,08 %) |

#### Национальный и религиозный состав в 1914 году
- Армяне (ААЦ) — 75 324 (43,17 %),
- Армяне-православные — 8 (<0,01 %),
- Мусульмане-шииты — 88 458 (50,70 %),
- Мусульмане-сунниты — 1 490 (0,85 %),
- Курды — 3 485 (2,00 %),
- Славяне (в основном русские, православные) — 1 980 (1,13 %),
- Русские (старообрядцы и сектанты) — 238 (0,14 %),
- Ассирийцы и другие христиане — 2 724 (1,56 %),
- Европейцы — 157 (0,09 %),
- Цыгане — 380 (0,22 %),
- Грузины — 120 (0,07 %),
- Евреи — 115 (0,07 %),
- Всего, чел. — 174 479[1].

По переписи населения 1926 года население уезда составляло 178 652 чел.

## Административное деление
В 1913 году в уезд входило 16 сельских правлений:

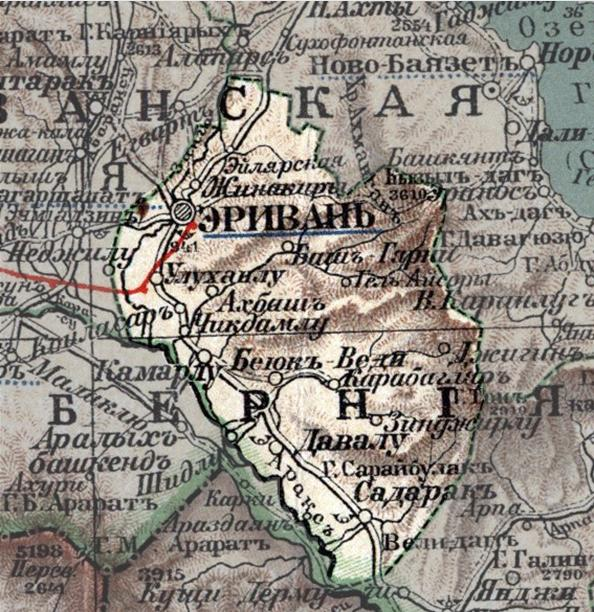
Эриванский уезд

| - Арамусское — с. Арамус, - Армикское — с. Каракоинлу, - Башгариникское — с. Баш-Гарны, - Бурукинское — коч. Торун, - Ведачайское — с. Боюк-Веди, - Давалинское — с. Давалу, - Двин-Айсорское — с. Двин-Армянский, - Иманшалинское — с. Иманшалу, | - Камарлинское — с. Камарлу, - Канакирское — с. Канакир, - Карахачское — с. Карахач, - Койласарское — с. Чигдамлу, - Нараковитское — с. Нараковит, - Огурбеклинское — с. Огурбеклу, - Садаракское — с. Садарак, - Ширабадское — с. Ширабад. |

## Населённые пункты
Крупнейшие населённые пункты уезда (население, 1908 год). Село Камарлу (ныне город Арташат) не включено в список, поскольку в указанном источнике считается как 3 отдельных села - Камарлу Верхний, Камарлу Нижний и Камарлу Татарский.    
| №  | Населённые пункты | Население, всего |
| -- | ----------------- | ---------------- |
| 1  | Авшар             | 1121             |
| 2  | Али-Мамед         | 1014             |
| 3  | Арамус            | 1866             |
| 4  | Ардашар           | 1589             |
| 5  | Башгарни          | 1391             |
| 6  | Бекджигазлу       | 1246             |
| 7  | Беюк-Веди         | 2483             |
| 8  | Беюк-Далуляр      | 1077             |
| 9  | Гаджи-Эйляз       | 1104             |
| 10 | Гямриз            | 1083             |
| 11 | Давалу            | 2740             |
| 12 | Джаткран          | 1058             |
| 13 | Донгузьян         | 1158             |
| 14 | Занджирлу         | 2420             |
| 15 | Зар               | 1033             |
| 16 | Канакир           | 1368             |
| 17 | Карабагляр нижний | 1856             |
| 18 | Неджилу нижний    | 1463             |
| 19 | Новрузлу          | 1521             |
| 20 | Сабунчи           | 1428             |
| 21 | Садарак           | 4212             |
| 22 | Сарванляр-Улия    | 1498             |
| 23 | Тазакенд          | 1216             |
| 24 | Улуханлу          | 2427             |
| 25 | Хачапарах         | 1010             |
| 26 | Чанахчи нижний    | 1235             |
| 27 | Чикдамлу          | 1458             |
| 28 | Шорлу-Демурчи     | 1465             |
| 29 | Шорлу-Мехмандар   | 1488             |
| 30 | Элaр              | 1368             |
| 31 | Эривань           | 31432            |
| 32 | Юва               | 2347             |